# Past Lives – In einem anderen Leben
Past Lives – In einem anderen Leben (Originaltitel: Past Lives, engl. für „Frühere Leben“) ist ein US-amerikanisches Filmdrama von Celine Song. Das autobiografisch geprägte Werk handelt von einer aus Südkorea stammenden Frau, die über mehrere Jahrzehnte und Kontinente hinweg zwischen ihrer platonischen Jugendliebe und sich selbst hin- und hergerissen ist. Der Titel nimmt Bezug auf eine koreanische Vorstellung von vergangenen Leben („In-Yun“). Erzählerisch in drei Zeitebenen unterteilt, folgt der Film den koreanischen Hauptfiguren im Alter von ungefähr 12, 24 und 36 Jahren. Die Hauptrollen übernahmen Greta Lee, Teo Yoo sowie John Magaro.
Der Debütfilm der Regisseurin feierte im Januar 2023 beim Sundance Film Festival seine Premiere und erhielt viel Lob seitens der Fachkritik zuerkannt. Past Lives – In einem anderen Leben wurde wiederholt mit der preisgekrönten Before-Filmtrilogie von Richard Linklater verglichen. Auch wurden die Schauspielleistungen, insbesondere jene von Greta Lee in der weiblichen Hauptrolle, geschätzt. Am 2. Juni 2023 brachte der auch an der Produktion beteiligte Filmverleih A24 den Film in die US-Kinos. In Deutschland wurde der Film erstmals im Rahmen der Berlinale im Februar 2023 vorgestellt. Dort konkurrierte Past Lives im Wettbewerb um den Goldenen Bären, den Hauptpreis des Festivals. Der Kinostart in Deutschland fand am 17. August 2023 statt. Ein Jahr später folgten zwei Oscar-Nominierungen als Bester Film und für Songs Drehbuch.

## Handlung
Das Mädchen Na-young und der Junge Hae-sung besuchen dieselbe Grundschule in Seoul. Die ehrgeizige Na-young ist in ihren Klassenkameraden verliebt, ihre Freundschaft findet aber ein abruptes Ende, als ihre Eltern mit ihr nach Toronto auswandern. Kurz vor ihrer Abreise arrangieren die Mütter ein letztes gemeinsames Treffen zwischen den Jugendlichen. Zwölf Jahre später hat Na-young den englischsprachigen Namen Nora angenommen und lebt als Dramaturgie-Studentin in New York. Hae-sung ist in Südkorea geblieben, wo er den obligatorischen Wehrdienst abgeleistet hat, wieder zu Hause bei seinen Eltern lebt, die Ingenieurschule besucht und sich in seiner Freizeit gemeinsam mit seinen Kumpels mit Soju betrinkt.
Ihre Verbindung lebt neu auf, als Nora ihren alten Schwarm beim sozialen Netzwerk Facebook wiederentdeckt. Beide telefonieren oft miteinander über den Online-Dienst Skype, aber Nora ist frustriert, da sich Hae-sungs und ihre Lebenspläne stark voneinander unterscheiden. Als sie über ein physisches Wiedersehen sprechen, endet der Kontakt zwischen ihnen. Hae-sung geht nach China, um Mandarin zu lernen, und Nora will sich auf ihre Karriere konzentrieren und geht nach Montauk in eine Schriftstellerkolonie.
Hier lernt sie bei einem Künstlerretreat den jüdischen Romanautor Arthur kennen. Sie spricht mit ihm über das koreanische Konzept von In-Yun, das Schicksal und Beziehungen betrifft, insbesondere solche zwischen zwei Menschen, die von Verbindungen in ihrem bisherigen Leben geprägt sind.
Zwölf weitere Jahre später kündigt Hae-sung Nora an, dass er sie während seines Urlaubs in New York besuchen möchte. Sie ist seit sieben Jahren mit Arthur verheiratet. Dieser hat sogar Koreanisch gelernt, da Nora im Schlaf in ihre Muttersprache zurückfällt, und Arthur diesen verborgenen Teil von ihr verstehen wollte.

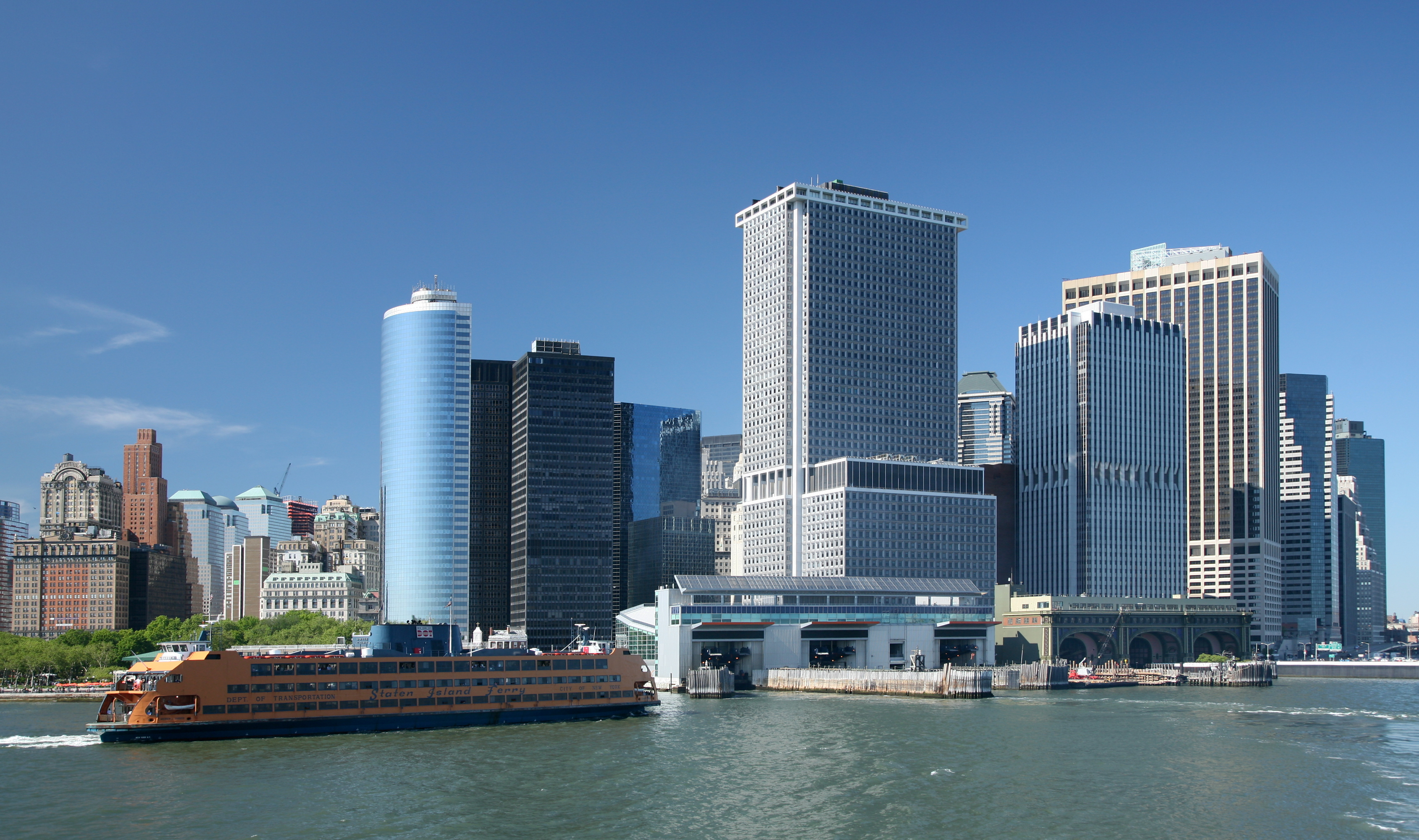
Als sich Nora und Hae-sung nach vielen Jahren in New York wiedersehen, unternehmen sie eine Fahrt mit einer Fähre

Bei ihrer ersten Begegnung verhält sich Hae-sung anfänglich etwas steif und zurückhaltend. Er gibt an, gegenwärtig von seiner Freundin getrennt zu leben. Nora bricht das Eis mit einer innigen Umarmung. Zwischen ihnen stellt sich eine spürbare Anziehungskraft ein. Hae-sung hat sich auch ein paar Worte auf Englisch angeeignet. Allerdings sind beide betrübt darüber, dass sie nie ein Paar geworden sind. Nora zeigt Hae-sung die Stadt, und gemeinsam unternehmen sie eine Fahrt mit der Fähre und schauen sich die Freiheitsstatue an.
Am letzten Abend seines Besuchs macht Hae-sung die Bekanntschaft von Arthur. Dieser ist sich der möglichen Bedrohung durch Noras Jugendliebe bewusst, verhält sich aber Hae-sung gegenüber zurückhaltend. Die beiden Männer aus Noras Leben sind getrennt durch die Sprachbarriere, aber durch die Frau, die sie beide lieben, doch irgendwie miteinander verbunden. Nora erklärt Hae-sung, dass er noch in das Mädchen Na-young verliebt sei, dieses existiere aber seit ihrem letzten Skype-Videotelefonat nicht mehr. Hae-sung mutmaßt wiederum, dass Nora und Arthur eventuell ihr In-Yun gefunden hätten. Am späten Abend bringt Nora Hae-sung zu seinem Uber und umarmt sie zum Abschied. Als sie zu ihrem Wohnhaus zurückkehrt, bricht sie in Tränen aus. Arthur versucht, Nora Trost zu spenden.

## Produktion

### Regie und Drehbuch

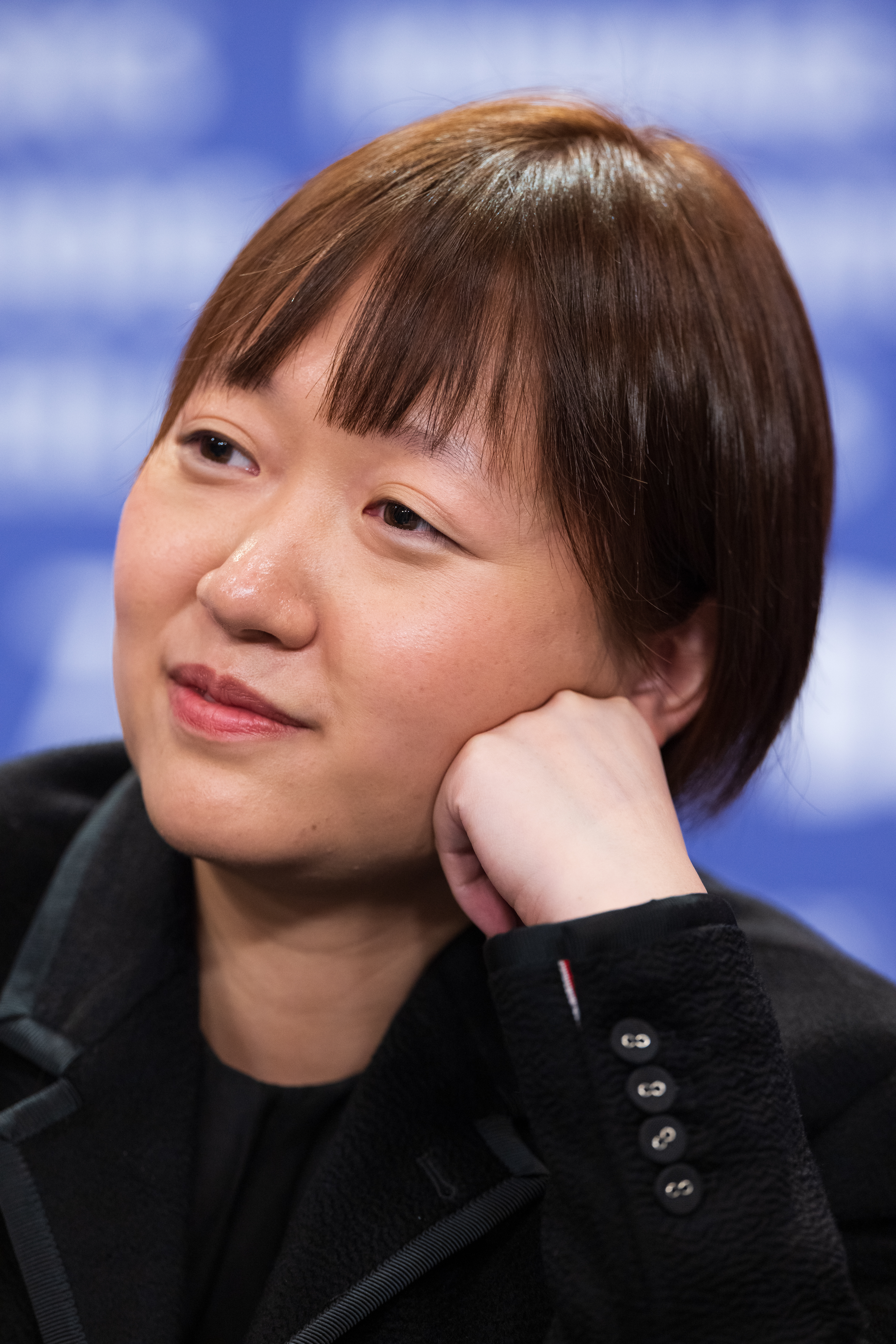
Regisseurin Celine Song bei der Vorstellung des Films im Februar 2023 auf der Berlinale

Regie führte Celine Song, die auch das Drehbuch schrieb. Past Lives – In einem anderen Leben ist der Debütfilm der eigentlichen Dramaturgin. Ihr Stück Endlings über drei ältere südkoreanische Taucherinnen (Haenyo), wurde im Jahr 2019 im American Repertory Theatre uraufgeführt.
Der Film ist insofern autobiografisch, dass Song wie Nora, die Hauptfigur in Past Lives, im Alter von 12 Jahren gemeinsam mit ihren Eltern von Südkorea nach Kanada übersiedelte, was Auswirkungen auf ihre Identität hatte. Auch andere Begebenheiten in ihrem Leben finden sich in der Filmhandlung wieder. Nach ihrem Umzug nach New York fand sich Song eines Nachts in einer Bar zwischen zwei Männern aus verschiedenen Lebensabschnitten und ganz unterschiedlichen Ländern sitzend wieder. Der eine war ihr Ehemann, mit dem sie in New York lebte, der andere ihre Jugendliebe, der aus Südkorea für einen Urlaub in die Stadt gekommen war. Song fungierte in dieser Situation sowohl als Übersetzerin als auch als Mittlerin. „Ich sitze dort zwischen diesen beiden Männern, von denen ich weiß, dass sie mich auf unterschiedliche Weise lieben, in zwei verschiedenen Sprachen und zwei verschiedenen Kulturen. Und ich bin der einzige Grund, warum diese beiden Männer sogar miteinander sprechen“, so Song über diese Situation. „Es ist, als wärst du ein Donut“, so Song weiter sie: „Man trägt bereits ein kleines Loch in sich.“ Als ihr Mann sich in sie verliebte, habe er sich in den Donut verliebt, den sie als kein trauriges Ding ansieht.

### Filmtitel und Aufbau
Die Regisseurin organisierte Past Lives um das Konzept von „In-Yun“ herum, das im Film als eine Form des Schicksals definiert ist, das bestimmt, wie sich zwischenmenschliche Beziehungen durch mehrere Ebenen der Reinkarnation entwickeln. Diese koreanische Vorstellung sieht vor, „dass Menschen dazu bestimmt sind, sich zu treffen, wenn sich ihre Seelen zuvor eine bestimmte Anzahl von Malen überlappt haben“. „In-Yun“ geht davon aus, dass das Universum Seelen wieder vereint, die in früheren Leben eine Verbindung hatten. Das Drehbuch weist keine fantastischen Elemente auf. Stattdessen wird am Beispiel einer jahrzehntelang platonisch verlaufenden Beziehung „In-Yun“ als philosophischer Begriff erforscht. Brian Tallerico erklärt, dass dieser Vorstellung nach durch Begegnungen nicht nur das Schicksal in Liebesdingen im jetzigen Leben einer Person bestimmt wird, sondern über Jahrhunderte hinweg. Das Konzept beschäftige sich mit der Frage, was wäre, wenn der Partner jemand ist, dem man seit Anbeginn der Zeit immer wieder begegnet ist. Joan McDonald von Forbes erklärt in ihrer Kritik zum Film hierzu, das Schicksal spiele in koreanischen Liebesfilmen und Dramen stets eine wichtige Rolle, und viele Beziehungen wiesen ein starkes Schicksalselement auf.
Song strukturierte das Drehbuch als Triptychon, das in drei Zeitebenen unterteilt mehr als zwei Jahrzehnte abdeckt und sich auf zwei Kontinenten bewegt. Die Geschichte beginnt in Südkorea, wo sich die 12-jährige Nora, die damals noch ihren Geburtsnamen Na Young trägt, darauf vorbereitet, mit ihrer Familie nach Kanada auszuwandern. Hae Sung, ihr bester Freund, ist in der Schule nur fast so gut wie Na Young. Im Jahr 2012, als beide ungefähr 24 Jahre alt sind, sie in New York lebt und er noch immer in Südkorea, finden sie sich in den sozialen Medien wieder. Der Film endet weitere 12 Jahre später in der in New York spielenden Barszene.

### Besetzung und Synchronisation

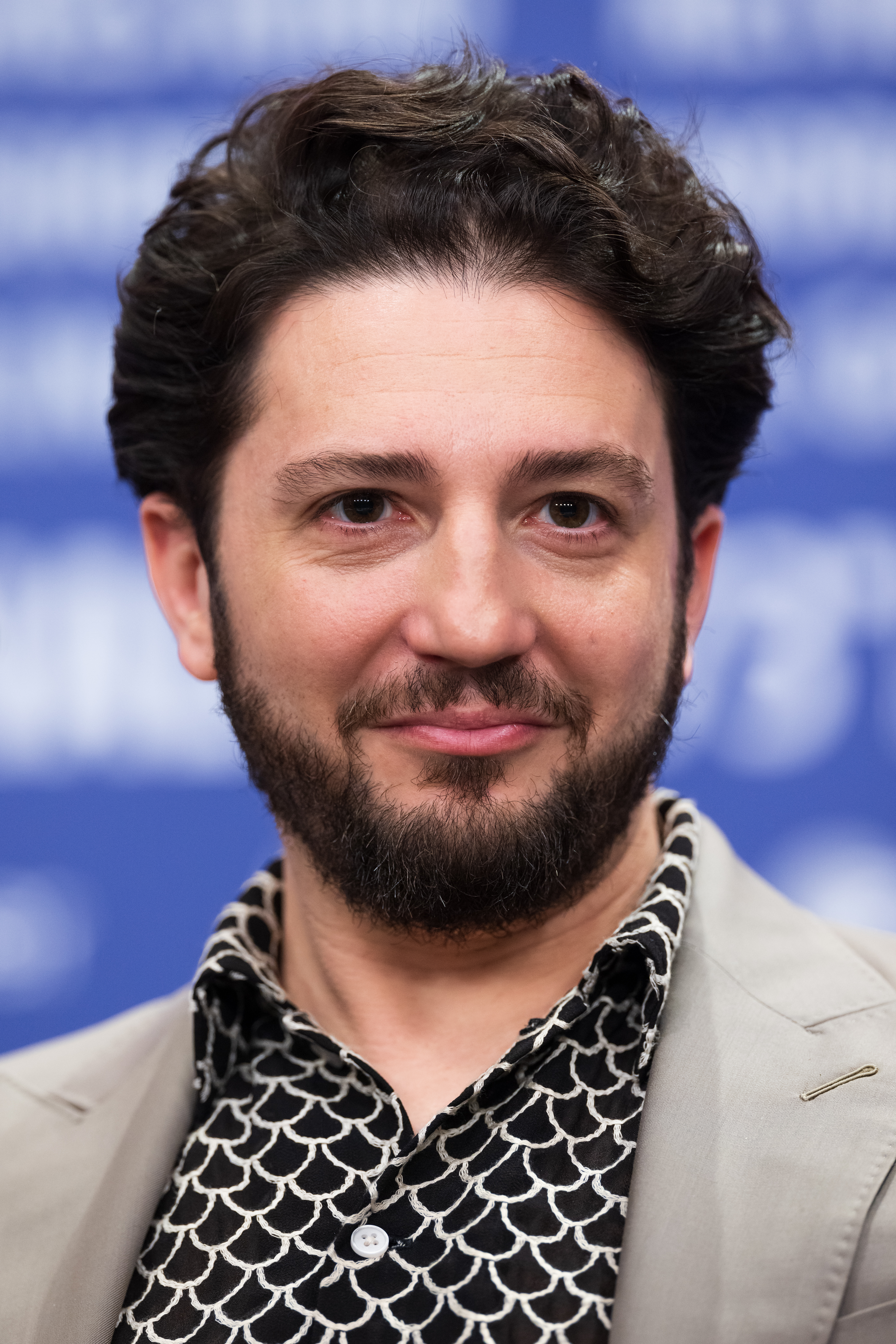
John Magaro spielt Noras Ehemann Arthur

Für die Hauptrollen verpflichtete Song Darsteller mit koreanischen Wurzeln. So spielt die US-amerikanische Schauspielerin Greta Lee die Hauptfigur Nora im Erwachsenenalter. Als Kind wird sie von Moon Seung-ah dargestellt. Der Deutsch-Südkoreaner Teo Yoo ist in der Rolle von Hae-sung zu sehen, der als Kind von Leem Seung-min gespielt wird. Ursprünglich war Parasite-Star Choi Woo-shik für die erwachsene Rolle vorgesehen. Der US-Amerikaner John Magaro spielt Noras Ehemann Arthur. Er beschreibt sich selbst in seiner Rolle und auch Hae Sung als zwei wirklich gute, freundliche und großzügige Männer, die es schaffen, kindliche Eifersüchteleien hinter sich zu lassen, weil sie beide dieselbe Frau wertschätzen.
Lee sei perfekt für die Rolle von Nora gewesen, so die Regisseurin, vor allem weil sie Koreanisch auf einem Niveau sprach, das sie wie ein Kind klingen ließ, wenn sie in dieser Sprache redete. Auch der geringe Wortschatz, über den sie verfügte, habe die Erfahrung von Nora widergespiegelt, die Südkorea bereits als Mädchen verließ und noch immer in ihrer Kindheit verhaftet ist. Bei Yoo habe man lediglich seine Frisur verändern müssen, damit er sowohl den jüngeren als auch den älteren Hae Sung verkörpern konnte. Alles andere habe der Schauspieler durch die Modulation seiner Stimme und seinem Auftreten erledigt.
Die deutsche Synchronisation entstand nach einem Dialogbuch und der Dialogregie von Jürgen Wilhelm im Auftrag der EVA Studios Germany GmbH, Berlin. In der deutschen Synchronisation leiht Asad Schwarz Magaro in der Rolle von Arthur seine Stimme. Rubina Nath spricht Lee in der Rolle von Nora.

### Dreharbeiten und Filmschnitt
Gedreht wurde in New York, unter anderem an einem Freitagabend im belebten East Village. Als Kameramann fungierte Shabier Kirchner, der zuletzt für alle fünf Filme der Small-Axe-Reihe des britischen Regisseurs Steve McQueen tätig war. Um während der Dreharbeiten möglichst echte Emotionen bei ihren drei Protagonisten hervorzurufen, gab Song den Schauspielern im Vorfeld konkrete Anweisungen. Magaro und  Yoo sollten vor dem Dreh einiger Szenen nicht miteinander reden und später bei Skype-Anrufen ihre Kameras ausschalten. So sollte die erste Begegnung im Film zwischen den beiden einander fremden Männern authentisch wirken. Weiter durfte Lee während der Proben Yoo nicht berühren. Als sie sich bei ihrem Wiedersehen zum ersten Mal umarmten, hätten die Schauspieler so die erwartungsvolle Spannung der beiden Figuren echter zum Ausdruck gebracht. Für das Szenenbild zeichnete Grace Yun verantwortlich, die zuletzt unter anderem für das Filmdrama Beach Rats von Eliza Hittman, den Thriller First Reformed von Paul Schrader und den Horrorfilm Hereditary – Das Vermächtnis tätig war.
Mit Celine Songs Filmeditor Keith Fraase arbeiteten in der Vergangenheit unter anderem Terrence Malick für Knight of Cups und Song to Song und James DeMonaco für This Is the Night zusammen. Bei Malicks Film The Tree of Life war er zudem als künstlerischer Berater tätig.

### Filmmusik und Soundtrack-Album

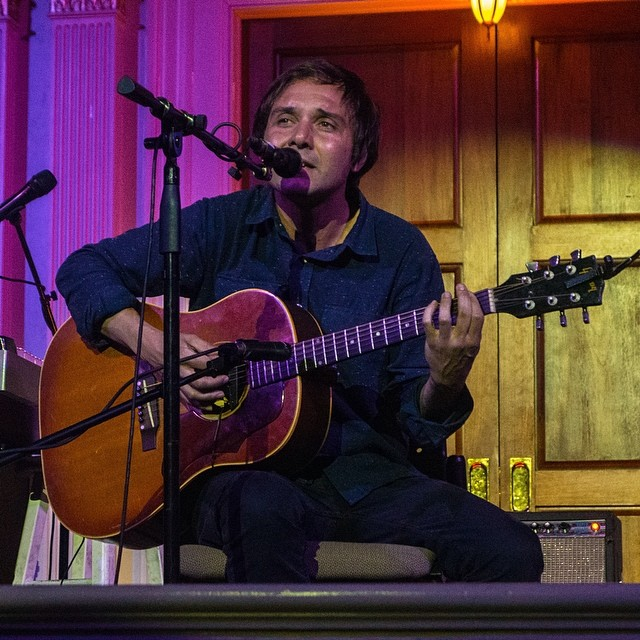
Daniel Rossen bei einem Auftritt im Jahr 2014

Die Filmmusik komponierten Christopher Bear und Daniel Rossen, die gemeinsam die Indie-Rock-Band Grizzly Bear bilden und deren Musik in zahlreichen Filmen und Fernsehproduktionen verwendet wurde. Bear komponierte auch die Musik für den Kurzfilm Shako Mako von Hailey Benton Gates, den Titelsong für Waffel und Mochi, eine bei Netflix gezeigte Kinderserie von Michelle Obama, die Musik für die AppleTV+-Dokuserie Home und den Horrorfilm Swallowed von Carter Smith. Er war auch für die Science-Fiction-Rom-Com If You Were the Last von Kristian Mercado tätig, die im März 2023 beim South by Southwest Film Festival ihre Premiere feierte. Rossen komponierte ohne die Band Grizzly Bear die Musik für Filme wie Blue Valentine von Derek Cianfrance und Valedictorian von Matthew Yeager.
Das Soundtrack-Album mit insgesamt 16 Musikstücken wurde am 9. Juni 2023 von A24 Music als Download veröffentlicht.

### Marketing und Veröffentlichung
Der Film wurde von David Hinojosas Produktionsunternehmen 2AM, von der Filmproduktionsgesellschaft A24, von dem koreanischen Unternehmen CJ ENM und von Killer Films vertreten durch Christine Vachon und Pamela Koffler  produziert. A24 ist auch für den Vertrieb und Verleih verantwortlich. Der erste Trailer wurde am 22. Februar 2023 vorgestellt. Past Lives feierte am 21. Januar 2023 beim Sundance Film Festival seine Weltpremiere. In Deutschland wurde der Film erstmals am 19. Februar 2023 im Rahmen der Internationalen Filmfestspiele in Berlin vorgestellt, wo er im Wettbewerb um den Goldenen Bären konkurrierte. Im April 2023 wurde Past Lives beim San Francisco International Film Festival als Centerpiece gezeigt. Anfang Mai 2023 wurde der Film beim Los Angeles Asian Pacific Film Festival und beim Chicago Critics Film Fest gezeigt. Am 11. Mai 2023 eröffnete er das Seattle International Film Festival. Am 2. Juni 2023 brachte A24 den Film in ausgewählte US-Kinos. Ebenfalls im Juni 2023 wurde der Film beim Sydney Film Festival vorgestellt. Anfang Juli 2023 wurde der Film im Rahmen der Open Air stattfindenden Sommer-Berlinale gezeigt. Im Juli 2023 erfolgten auch Vorstellungen beim Internationalen Filmfestival Karlovy Vary, beim Sundance Film Festival: London und beim Galway Film Fleadh, ebenso beim New Horizons International Film Festival. Der Kinostart in Deutschland erfolgte am 17. August 2023. Ebenfalls im August 2023 wurde der Film beim Edinburgh International Film Festival und beim Melbourne International Film Festival vorgestellt. Zwischen Juli und September 2023 wurde Past Lives im Rahmen des New Zealand International Film Festivals gezeigt. Anfang September 2023 wurde der Film beim Festival des amerikanischen Films in Deauville im Hauptwettbewerb vorgestellt und Ende September 2023 beim San Sebastian International Film Festival.

## Rezeption

### Altersfreigabe
In den USA wurde der Film von der MPAA als PG-13 eingestuft.  In Deutschland wurde der Film von der FSK ohne Altersbeschränkung freigegeben.

### Kritiken und Einspielergebnis
Nach seiner Uraufführung beim Sundance Film Festival fand Past Lives großen Anklang bei der englischsprachigen Filmkritik. In einer Kritikerumfrage des Online-Filmmagazins IndieWire nach dem Filmfestival landete der Film auf dem zweiten Platz. Past Lives wurde wiederholt aufgrund seines Realismus in der Darstellung einer Dreiecksbeziehung und dem Vermeiden üblicher Klischees mit Richard Linklaters Before-Trilogie verglichen. Auch wurde die Schauspielleistung von Hauptdarstellerin Greta Lee sowie ihre Chemie mit Leinwandpartner Teo Yoo gelobt. Auf der Website Rotten Tomatoes erhielt das Werk von 95 Prozent der Kritiker Zuspruch und eine durchschnittliche Bewertung mit 9,1 von 10 möglichen Punkten. Das Fazit der Seite lautet: „Past Lives, ein bemerkenswertes Debüt für die Autorin und Regisseurin Celine Song, nutzt die Verbindungen zwischen seinen sensibel skizzierten Hauptfiguren, um scharfsinnige Beobachtungen über den menschlichen Zustand anzustellen“. Auf der Website Metacritic hält Past Lives – In einem anderen Leben eine Bewertung von 94 von 100 möglichen Punkten, basierend auf über 50 ausgewerteten englischsprachigen Kritiken. Dies entspricht ebenfalls einhelligem Beifall („universal acclaim“) und für Songs Regiearbeit wurde eine eindeutige Filmempfehlung („must-see“) ausgesprochen.
David Ehrlich von der Website IndieWire lobte das Werk als „transzendentes Debüt“, das dazu bestimmt sei, „einer der besten Filme des Jahres 2023 zu werden“ und vergab die Schulnote „A-“ (deutsches Schulsystem: 1-). Ihn erinnerte die wahrheitsgetreue Geschichte des „spürbar autobiografischen Debüts“ an Richard Linklaters Before-Trilogie, nur „auf die Spanne eines einzigen Films verdichtet“. Auch lobte Ehrlich die Leistung von Hauptdarstellerin Greta Lee als Nora, Shabier Kirchners „die Bedrohung der Distanz“ betonende Kameraführung, Grace Yuns Szenenbild sowie Christopher Bears und Daniel Rossens „kristalline“ Filmmusik.
Damon Wise registrierte in seiner Kritik für Deadline, dass Past Lives bei seiner Uraufführung viel Beifall vom Publikum erhielt, das den Film zweimal mit stehenden Ovationen honorierte. Regisseurin Song schlage mit ihrem Debütfilm „zwei Fliegen mit einer Klappe“. Sie habe ein „elegantes und unerwartet faszinierendes Charakterstück geschaffen, das das Konzept der Liebe in der Moderne zutiefst“ anspreche und mit der Figur der Nora eine „intelligente und ehrgeizige aber immer noch sehr zuordenbare“ Frauenfigur kreiert. Wise fühlte sich aufgrund der nostalgischen Stimmung an die Werke von Todd Haynes sowie an die Independentfilmwelt der späten 1980er-/1990er-Jahre, beziehungsweise auch an Wong Kar-Wais Kultfilm In the Mood for Love erinnert. Auch zog er wie Ehrlich zuvor einen Vergleich zu Richard Linklaters Before-Trilogie. Song lehne das Klischee der zwischen zwei Männern hin- und hergerissenen Frau vollständig ab. Stattdessen schicke sie ihre Hauptfigur „auf eine Reise der Selbstfindung“, die sich fern eines melodramatischen Skripts im Stile von Sophies Entscheidung bewege. Wise lobte die „unglaubliche Chemie“ zwischen den Hauptdarstellern Greta Lee und Teo Yoo.

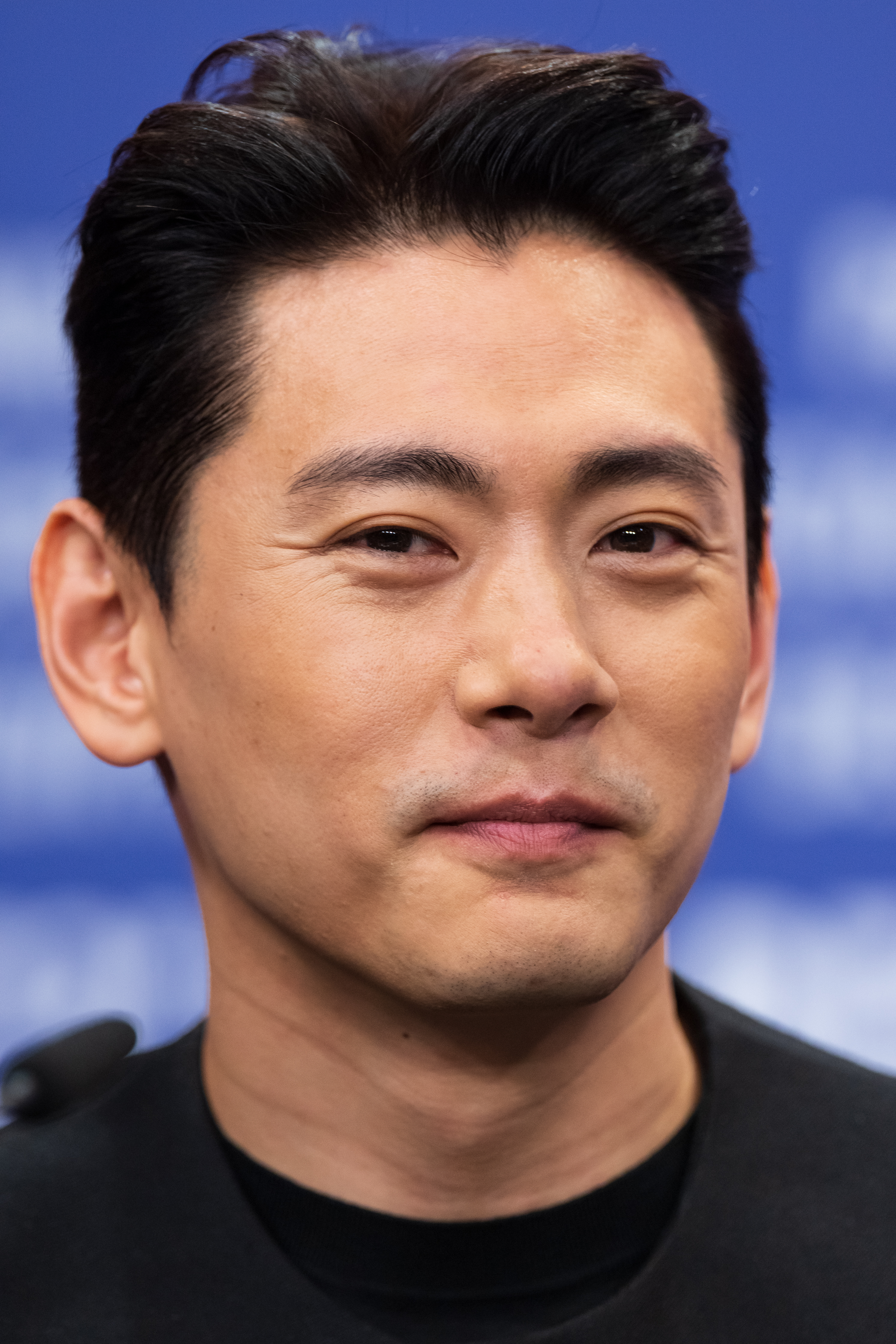
Der deutsch-südkoreanische Darsteller Teo Yoo übernahm die Rolle von Hae Sung

Peter Debruge von Variety sah wie Ehrlich den Film als „schmerzhaft autobiografisch“ an und fühlte sich an Robert Frosts Gedicht The Road Not Taken (1915) erinnert. Die Dreiecksbeziehung sei „in Form eines Kreises gestaltet“ und trotze üblichen Klischees. Debruge beeindruckte, wie sehr Song der Stille beziehungsweise „der Abwesenheit von Sprache“ vertraue. Dennoch gäbe es laut dem Kritiker nur wenige Filme, die „so aufschlussreiche Gespräche zwischen Männern und Frauen“ beinhalten würden und hob die finale Bar-Szene in New York zwischen den drei Hauptfiguren hervor, die am Filmanfang antizipiert wird. Auch könne Songs Werk als Gegenentwurf zum Science-Fiction-Streifen Everything Everywhere All at Once (2022) angesehen werden, hinter dem ebenfalls das Filmunternehmen A24 stand und ein ähnlicher Arthouse-Erfolg werden. Von der Erzählstruktur mit den drei Zeitebenen her verglich Debruge Past Lives mit dem A24-Film Moonlight (2016) sowie mit Before Sunrise (1995). Debruge kritisierte jedoch den Einsatz von Greta Lee und Teo Yoo im zweiten Drittel des Films, da beide Darsteller zu reif aussehen würden, um die Figuren in ihren frühen Zwanzigern zu verkörpern.
Benjamin Lee von der britischen Zeitung The Guardian vergab an Past Lives vier von fünf möglichen Sternen und bewertete es als „außergewöhnlich gelungenes Spielfilmdebüt“ sowie das Drehbuch als exquisit. Songs Dialoge seien „glaubhaft leichtfüßig und sparsam“. Trotz ihrer Unerfahrenheit als Filmregisseurin fange sie „selbstbewusst und eindrucksvoll“ die Handlungsorte breit ein. Der Kritiker verglich den Film mit den britischen Produktionen Begegnung (1946) von David Lean und Weekend (2011) von Andrew Haigh über wahrhafte Romanzen. Im Gegensatz zu Debruge fand er Lee und Yoo über beide Zeitebenen hinweg überzeugend und pries ihre Chemie miteinander. Auch die finale Barszene bleibt ihm stark in Erinnerung.

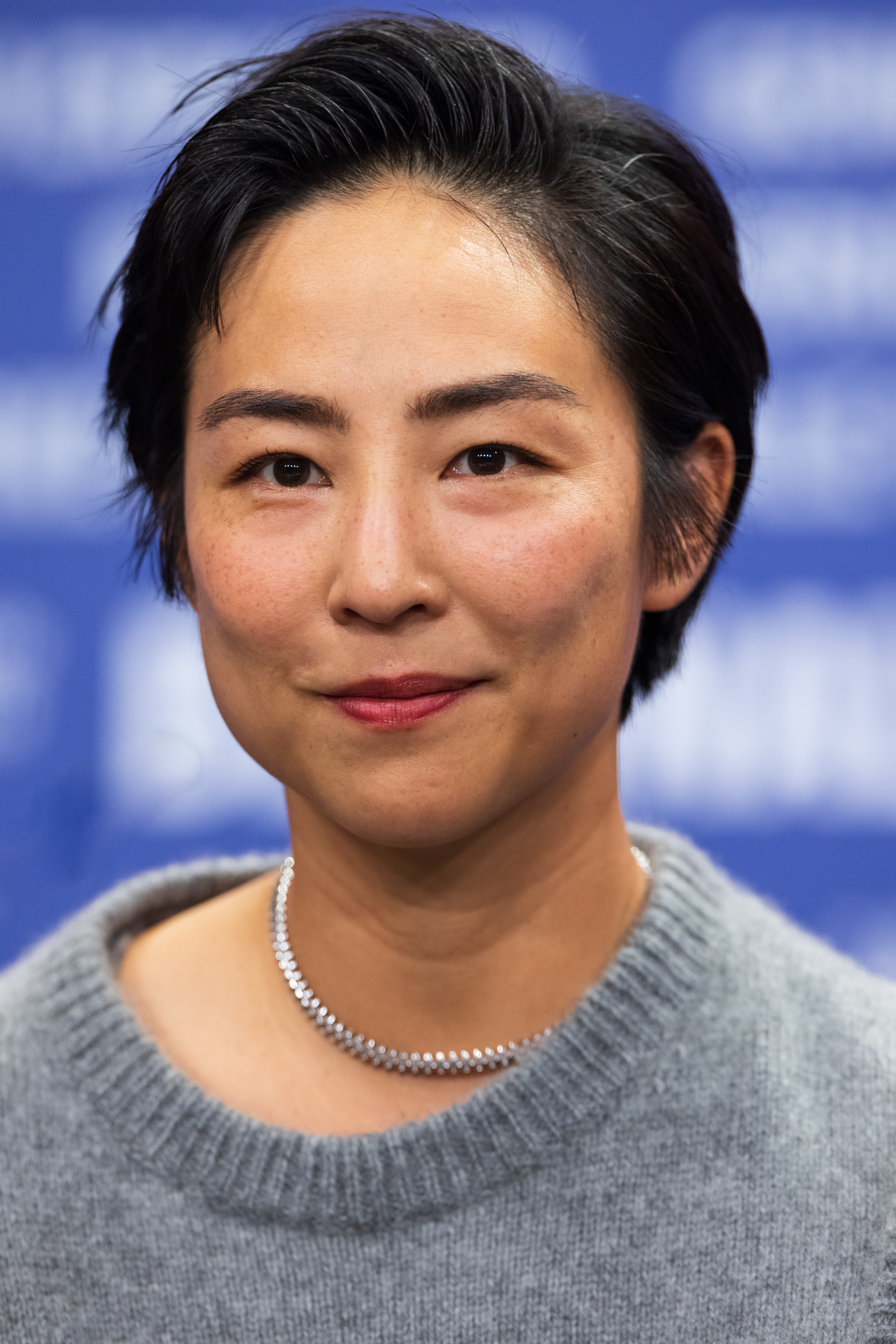
Greta Lee spielt Nora

Tim Grierson von der britischen Website Screendaily stimmte in die Vergleiche zur Before-Trilogie, das ergreifende Finale, das Lob für Hauptdarstellerin Lee und die Chemie zu ihrem südkoreanischen Co-Darsteller sowie für die Filmmusik mit ein. Es handle sich um eine realistisch inszenierte „seltene Liebesgeschichte, die sowohl unglaublich romantisch als auch umwerfend pragmatisch“ sei. Past Lives untersuche „auf intelligente Weise, wie sich Kompromisse, Bedauern, verpasste Gelegenheiten, Zeit und Entfernung auf Beziehungen auswirken – und wie diese unsichtbaren Faktoren unsere romantischen Entscheidungen ebenso beeinflussen wie Hormone oder märchenhafte Begegnungen“, so Grierson.
Richard Lawson schrieb in seiner Kritik in Vanity Fair, Songs Film handele von der Resignation und dem Akzeptieren verlorener Dinge, was zum Erwachsensein dazu gehöre. Auf subtile und ergreifende Weise handele Past Lives auch von der Erfahrung eines Immigranten, der weiß, was es bedeutet, ein Leben hinter sich zu lassen, im Austausch gegen ein anderes.
David Rooney schrieb in The Hollywood Reporter, als Nora in den sozialen Medien Hae Sung findet und die beiden online zu kommunizieren beginnen, zeige sich durch ihr eingerostetes Koreanisch, wie sehr sich ihre kulturelle Identität verändert hat. Das Gefühl dafür, wie Orte, Städte, Architektur und kulturelles Verhalten Menschen im Laufe der Zeit formen und verändern, sei auch tief in die klare Kameraarbeit von Shabier Kirchner eingebettet, und sein naturalistischer Blick schaffe es irgendwie, sowohl distanziert als auch intim zu sein. Der Hintergrund der Regisseurin als Dramatikerin zeige sich in ihrem besonderen Geschick bei der Strukturierung von Szenen und den Dialogen. Eine der bewundernswertesten Eigenschaften von Songs Film sei die ausgeprägte Fairness und Generosität, mit der sie alle drei Hauptfiguren behandelt, auch wenn die dominierende Perspektive die von Nora ist.
Carolin Ströbele schreibt in der Zeit, Past Lives sei leicht im Ton und weit entfernt von jeglichen Klischees der Dreierbeziehung. Allein die Schlussszene, in der Nora in einer Bar sitzt, zwischen ihrem Mann und der alten Kinderliebe, füge dem romantischen Drama etwas Überraschendes hinzu, wenn sie und Hae Sung auf Koreanisch minutenlang darüber  darüber sprechen, was wohl hätte sein können zwischen ihnen, wenn sie nicht getrennt worden wären, während Ehemann Arthur schweigend daneben sitzt.
Brian Tallerico von der Website rogerebert.com schrieb in seiner Kritik, Song zeige ihre Figuren im Film oft von Umgebungen eingerahmt, die sich größer anfühlten als sie selbst, seien es die Skulpturen in Südkorea, als sie Kinder sind, oder die Freiheitsstatue, als Nora und Hae Sung eine Fährfahrt unternehmen.
In der Süddeutschen Zeitung bezeichnete Philipp Bovermann die Dialoge im Film als „kleine Kunstwerke“ und sagte voraus, dass „Past Lives“ sich als „einer der schönsten, klügsten Liebesfilme des Jahres erweisen“ könnte.
Die weltweiten Einnahmen des Films aus Kinovorführungen belaufen sich auf 21,1 Millionen US-Dollar. In Deutschland verzeichnet er 175.311 Besucher.

### Auszeichnungen
Vom American Film Institute wurde Past Lives – In einem anderen Leben in die Liste der zehn herausragendsten Filme des Jahres 2023 aufgenommen. In der Liste mit den besten Filmen des Jahres 2023 des British Film Institute, die auf einer Umfrage unter den angesehensten Filmkritiker weltweit basiert, landete Past Lives auf Platz 3. Im IndieWire Critics Poll des Jahres 2023 landete Past Lives auf dem vierten Platz. Im Rahmen der Oscarverleihung 2024 erhielt das Werk Nominierungen als Bester Film und für Songs Drehbuch.
AAFCA Awards 2024
- Aufnahmen in die Top 10 Filme[62]

Alliance of Women Film Journalists Awards 2024
- Nominierung als Bester Film
- Nominierung als Bester internationaler Film
- Nominierung für die Beste Regie (Celine Song)
- Nominierung als Beste Regisseurin (Celine Song)
- Nominierung für das Beste Originaldrehbuch (Celine Song)
- Auszeichnung als Beste Drehbuchautorin (Celine Song)
- Nominierung als Beste Hauptdarstellerin (Greta Lee)
- Nominierung als Beste Nachwuchsdarstellerin (Greta Lee)

Artios Awards 2024
- Auszeichnung für das Beste Casting in einem Independent-Filmdrama (Ellen Chenoweth & Susanne Scheel)[64]

Atlanta Film Critics Circle Awards 2023
- Auszeichnung mit dem Spezialpreis als Bestes Filmdebüt (Celine Song)
- Platzierung in der Top-Ten-Liste für den Besten Film (4. Platz)

Austin Film Critics Association Awards 2024
- Auszeichnung für das Beste Originaldrehbuch (Celine Song)
- Auszeichnung als Bester Debütfilm (Celine Song)[66]

Boston Society of Film Critics Awards 2023
- Auszeichnung als Beste Nachwuchsfilmemacherin (Celine Song)[67]

British Academy Film Awards 2024
- Nominierung als Bester fremdsprachiger Film
- Nominierung für das Beste Originaldrehbuch (Celine Song)
- Nominierung als Bester Hauptdarsteller (Yoo Teo)

British Independent Film Awards 2023
- Nominierung als Bester internationaler Independentfilm

Bucharest International Film Festival 2023
- Auszeichnung mit dem Grand Prix im Offiziellen Wettbewerb[68]

Chicago Film Critics Association Awards 2023
- Auszeichnung als Vielversprechendste Filmemacherin (Celine Song)
- Nominierung als Bester fremdsprachiger Film
- Nominierung für das Beste Originaldrehbuch (Celine Song)
- Nominierung als Bester Hauptdarsteller (Yoo Teo)
- Nominierung als Vielversprechendster Schauspieler (Yoo Teo)

Critics’ Choice Movie Awards 2024
- Nominierung als Bester Film
- Nominierung als Beste Schauspielerin (Greta Lee)
- Nominierung für das Beste Originaldrehbuch (Celine Song)

Directors Guild of America Awards 2024
- Auszeichnung als Bester Debütfilm (Celine Song)[69]

Eddie Awards 2024
- Nominierung für den Besten Schnitt in einem Filmdrama (Keith Fraase)[70]

Festival des amerikanischen Films 2023
- Nominierung im Hauptwettbewerb[49]

Florida Film Critics’ Circle Awards 2023
- Auszeichnung für das Beste Drehbuch (Celine Song)[71]

Galway Film Fleadh 2023
- Auszeichnung als Bester Film im World Cinema Competition[72]

Golden Globe Awards 2024
- Nominierung als Bester Film – Drama
- Nominierung als Bester fremdsprachiger Film
- Nominierung für die Beste Regie (Celine Song)
- Nominierung für das Beste Drehbuch (Celine Song)
- Nominierung Beste Hauptdarstellerin – Drama (Greta Lee)

Golden Tomato Awards 2024
- Auszeichnung als Bester Liebesfilm 2023[73]

Gotham Awards 2023
- Auszeichnung als Bester Film (Celine Song, David Hinojosa, Pamela Koffler und Christine Vachon)
- Nominierung für den Breakthrough Director Award (Celine Song)
- Nominierung für die Beste Hauptrolle (Greta Lee)

Guild of Music Supervisors Awards 2024
- Nominierung für die Beste Music Supervision – Filme mit einem Budget von unter 10 Millionen US-Dollar (Meghan Currier)
- Nominierung als Bester Filmsong („Quiet Eyes“)[74]

Hollywood Critics Association Midseason Movie Awards 2023
- Nominierung als Bester Film
- Auszeichnung als Bester Indie Film
- Nominierung für die Beste Regie (Celine Song)
- Auszeichnung für das Beste Drehbuch (Celine Song)
- Nominierung als Bester Hauptdarsteller (Yoo Teo)
- Auszeichnung als Beste Hauptdarstellerin (Greta Lee)
- Nominierung als Bester Nebendarsteller (John Magaro)[75][76]

Hollywood Music in Media Awards 2023
- Nominierung als Bester Song – Independent Film (Quiet Eyes, Sharon Van Etten und Zachary Dawes)[77]

Independent Spirit Awards 2024
- Auszeichnung als Bester Film
- Nominierung für das Beste Drehbuch
- Auszeichnung für die Beste Regie (Celine Song)
- Nominierung für die Beste Hauptrolle (Greta Lee)
- Nominierung für die Beste Hauptrolle (Yoo Teo)[78]

Internationale Filmfestspiele Berlin 2023
- Nominierung im Wettbewerb um den Goldenen Bären[33]

London Critics’ Circle Film Awards 2024
- Nominierung als Bester Film
- Auszeichnung als Bester fremdsprachiger Film
- Nominierung für das Beste Drehbuch (Celine Song)
- Nominierung als Beste Hauptdarstellerin (Greta Lee)
- Nominierung als Beste Nachwuchsdarstellerin (Greta Lee)
- Nominierung für die Beste technische Leistung (Shabier Kirchner)[79]

Los Angeles Film Critics Association Awards 2023
- Auszeichnung mit dem New Generation Award (Celine Song)[80]

National Board of Review Awards 2023
- Aufnahme in die Top-Ten-Filme
- Auszeichnung für das Beste Regiedebüt (Celine Song)[81]

National Society of Film Critics Awards 2023
- Auszeichnung als Bester Film[82]

New York Film Critics Circle Awards 2023
- Auszeichnung für das Beste Erstlingswerk (Celine Song)

Online Film Critics Society Awards 2024
- Nominierung als Bester Film
- Auszeichnung als Bester Debütfilm (Celine Song)
- Nominierung für die Beste Regie (Celine Song)
- Nominierung für das Beste Originaldrehbuch (Celine Song)
- Nominierung als Beste Hauptdarstellerin (Greta Lee)[83]

Oscarverleihung 2024
- Nominierung als Bester Film
- Nominierung für das Beste Originaldrehbuch (Celine Song)

Producers Guild of America Awards 2024
- Nominierung als Bester Film für den Darryl F. Zanuck Award[84]

Satellite Awards 2023
- Nominierung als Bestes Filmdrama
- Nominierung für das Beste Originaldrehbuch (Celine Song)
- Nominierung als Beste Hauptdarstellerin – Drama (Greta Lee)[85]

Sundance Film Festival: London 2023
- Auszeichnung mit dem Publikumspreis[86]

Sydney Film Festival 2023
- Nominierung im Official Competition[39]

Writers Guild of America Awards 2024
- Nominierung für das Beste Originaldrehbuch (Celine Song)[87]